# 물라디
물라디(Muladí)는 중세 이베리아반도에서 존재한 사회적 계층이며, 3개 집단으로 구별된다.
- 기독교인이었지만, 기독교를 배교하고, 이슬람교로 개종한 무슬림이다. 이슬람 사회에서 기독교 신앙을 계속 유지했던 모사라베와는 구별된다.
- 기독교인과 무슬림의 통혼에서 태어난 아이.
- 로마인 또는 서고트인이지만, 이슬람교로 개종하고, 알안달루스의 형성에 따른 언어와 관습도 이슬람화한 자.

많은 기독교인이 지즈야 면제를 받기 위해서 이슬람교로 개종했다.

## 용어
물라디라는 말은 현재의 포르투갈어에서 유럽인과 흑인종 사이에서 태어난 혼혈인을 가리키는 용어인 물라토(mulatto)의 어원이라고 생각되고 있다.

## 같이 보기
- 무어인